# Villa Florman

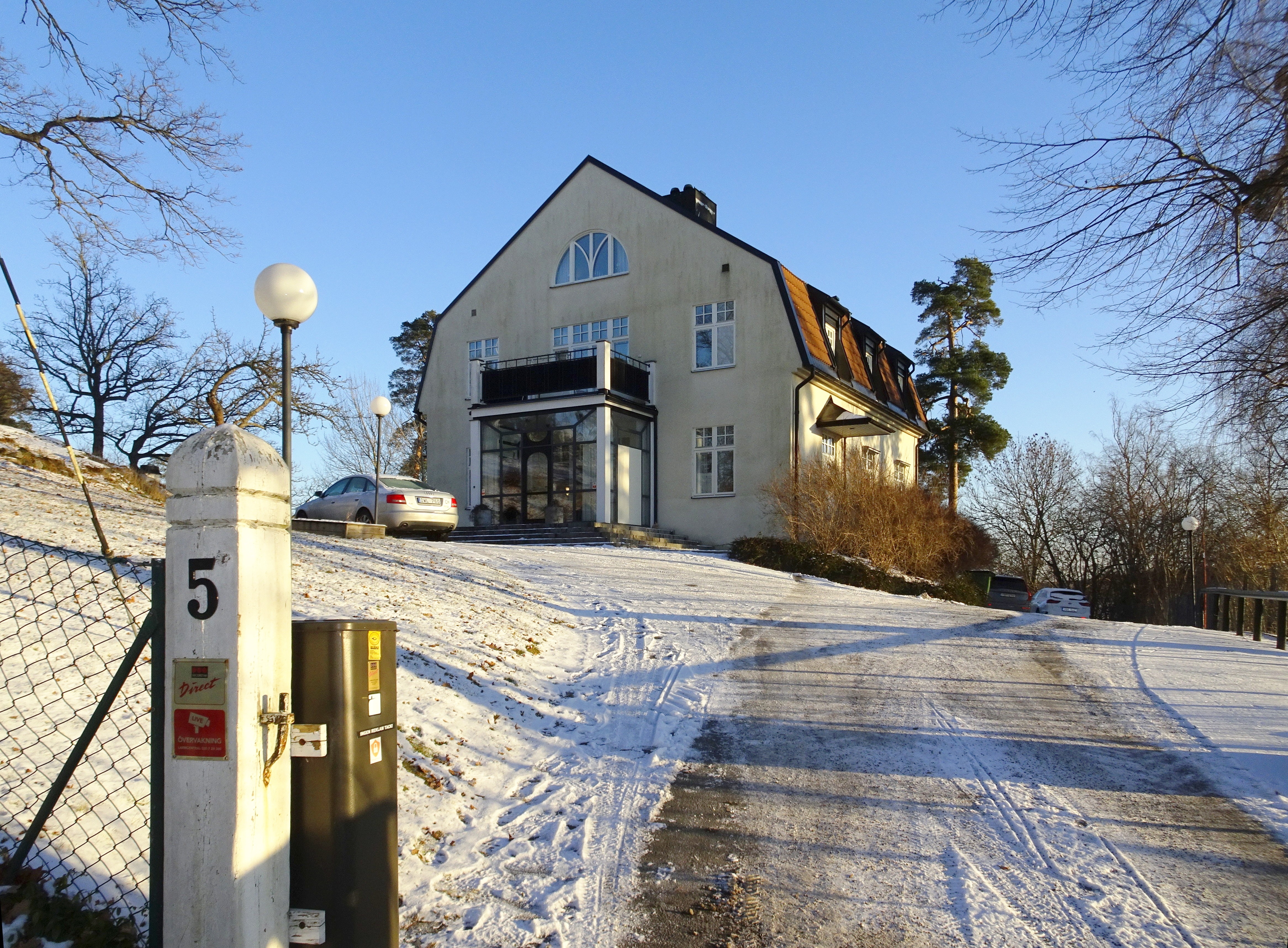
Villan sedd från Herrgårdsbacken, 2021.

Villa Florman är en villa vid Herrgårdsbacken 5 i Saltsjö-Duvnäs i Nacka kommun. Huset uppfördes 1907 för hovfotografen Ernest Florman efter ritningar av arkitekt Knut Perno. Nuvarande byggnad är en exakt kopia av ursprungsvillan som brann ner 1987.

## Historik

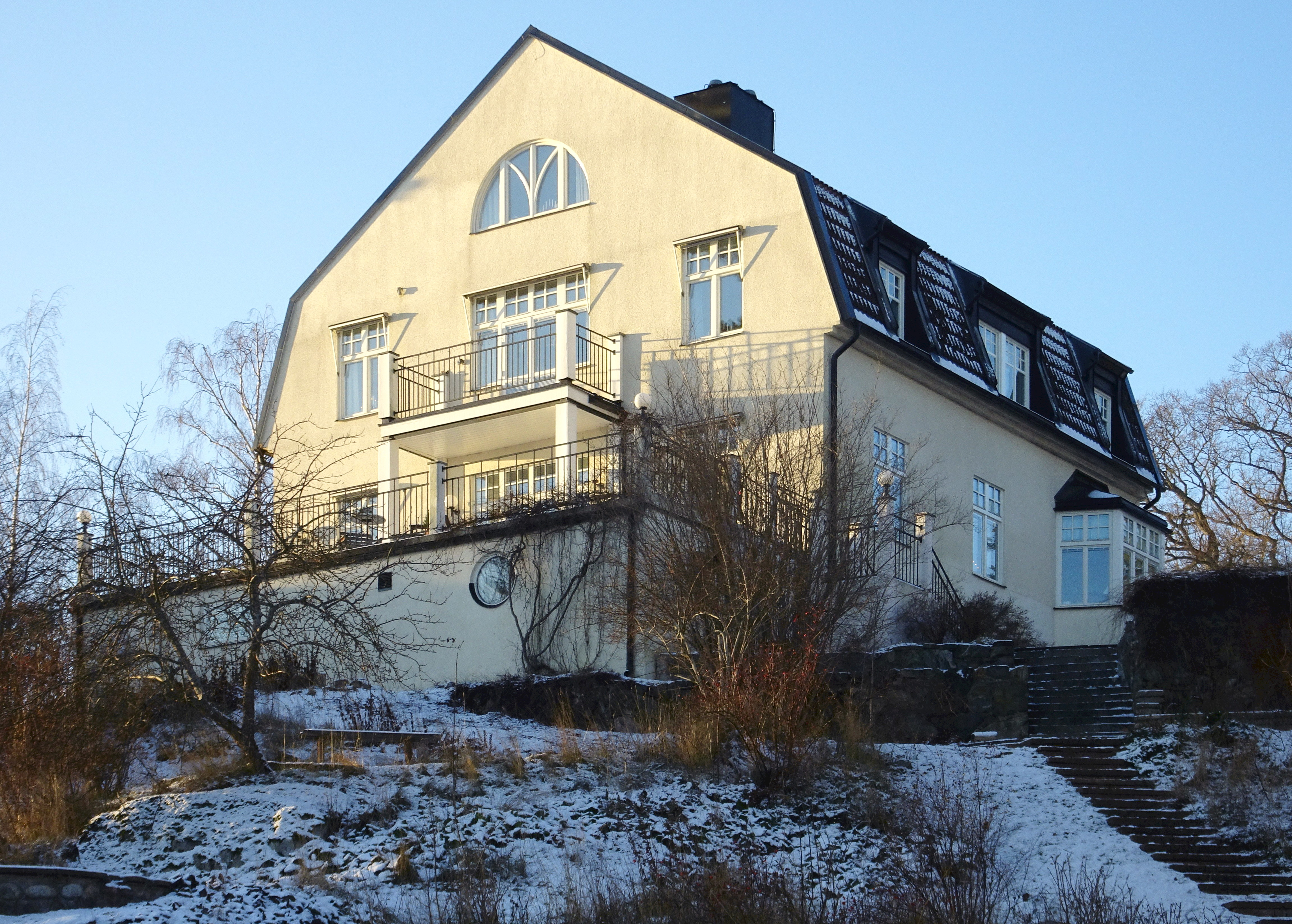
Villan sedd från Kristinavägen, 2021.

Fotografen Ernest Florman hade stor betydelse för dokumentationen av villasamhället Saltsjö-Duvnäs historia. Han engagerades 1907 av AB Saltsjö-Dufnäs Villatomter att fotografera dåtida Duvnäs inför styckning och tomtförsäljning för den planerade villastaden. Det var hans bilder som publicerades i villabolagets alla annonstryck från den tiden. Florman kom även själv att bosätta sig i det nya villasamhället 1907, och fortsatte sedan att fotografera ortens nybyggda villor. Enligt Vem är det (Svensk biografisk handbok) från 1943 var han detta år fortfarande skriven i Saltsjö-Duvnäs.
Flormans hem ritades 1907 av arkitekt Knut Perno som vid sidan av Carl Kempendahl gestaltade ett stort antal villor i Saltsjö-Duvnäs. Perno har även en egen gata i Saltsjö-Duvnäs uppkallad efter sig. Villan, som blev en av de första färdigställda i Duvnäs, placerades i slutet av nuvarande Herrgårdsbacken med högt läge och vidsträckt utsikt över Skurusundet. Huset har 1½ våningar med ljus putsade fasader under ett brutet sadeltak. Byggnaden brann ner men återuppfördes 1987 i ursprunglig stil.